# Chi Sâm cầm
Fulica là một chi chim trong họ Rallidae.

## Hình ảnh

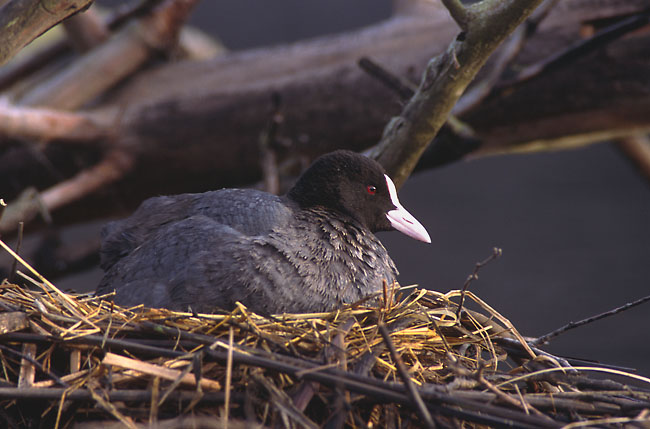
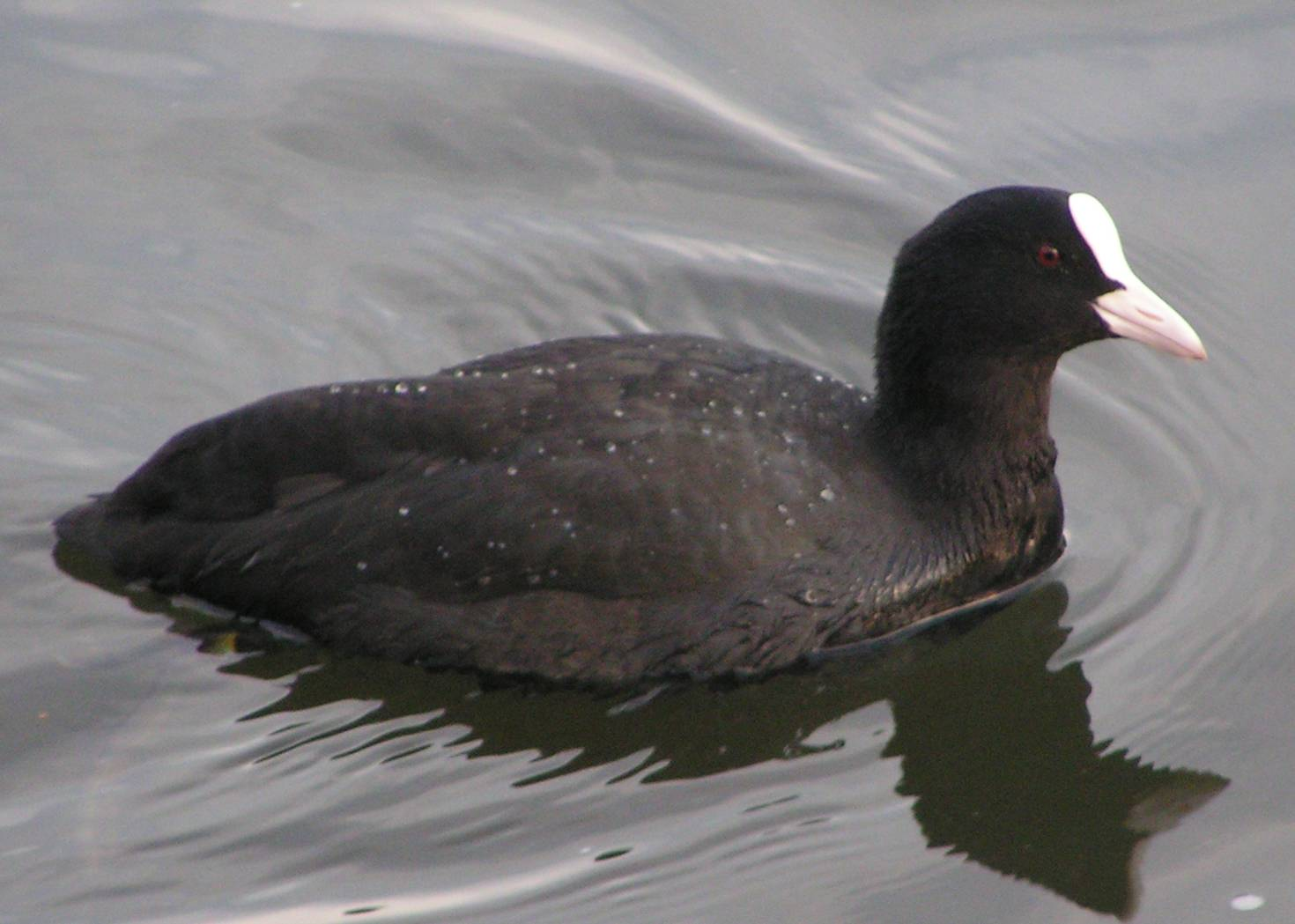
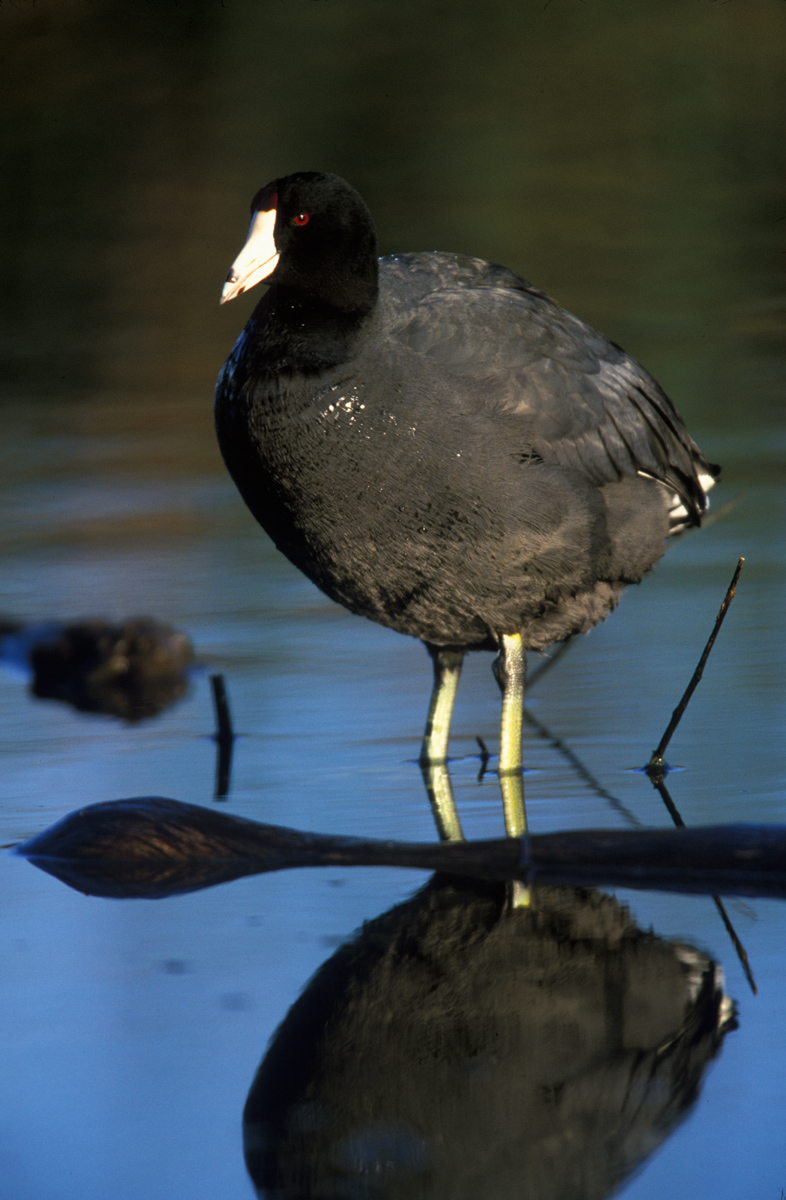
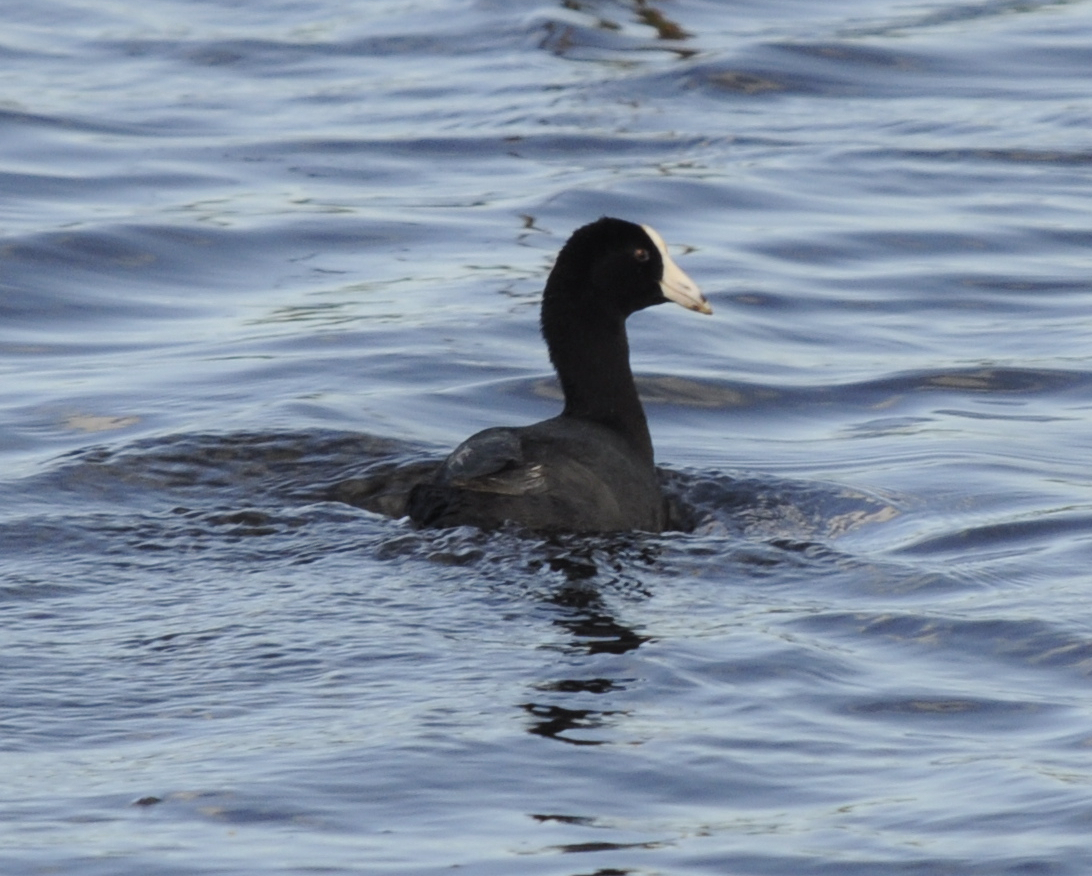